# Arthington Viaduct
Das Arthington Viaduct, auch Wharfedale Viaduct, ist eine zweigleisige Eisenbahnbrücke über den River Wharfe in Nordengland. Das 460 Meter lange Viadukt aus Sandstein quert das Tal des Wharfe (Wharfedale) etwa 1,5 Kilometer östlich von Pool-in-Wharfedale und 2,5 Kilometer nördlich von Bramhope in West Yorkshire. Errichtet wurde es von 1845 bis 1849 von der Leeds and Thirsk Railway, die 1854 in der North Eastern Railway aufging. Im Zuge der Neuordnung des Eisenbahnwesens ging diese Eisenbahngesellschaft 1923 in der London and North Eastern Railway auf, die 1948 Teil von British Railways wurde. Das Arthington Viaduct ist heute Teil der Harrogate Line zwischen Leeds und York, auf der Regionalzüge von Northern Trains und Fernverkehrszüge der London North Eastern Railway (LNER) verkehren. Im Jahr 1988 wurde das Bauwerk mit der Aufnahme in die Statutory List of Buildings of Special Architectural or Historic Interest unter Denkmalschutz gestellt.

## Geschichte

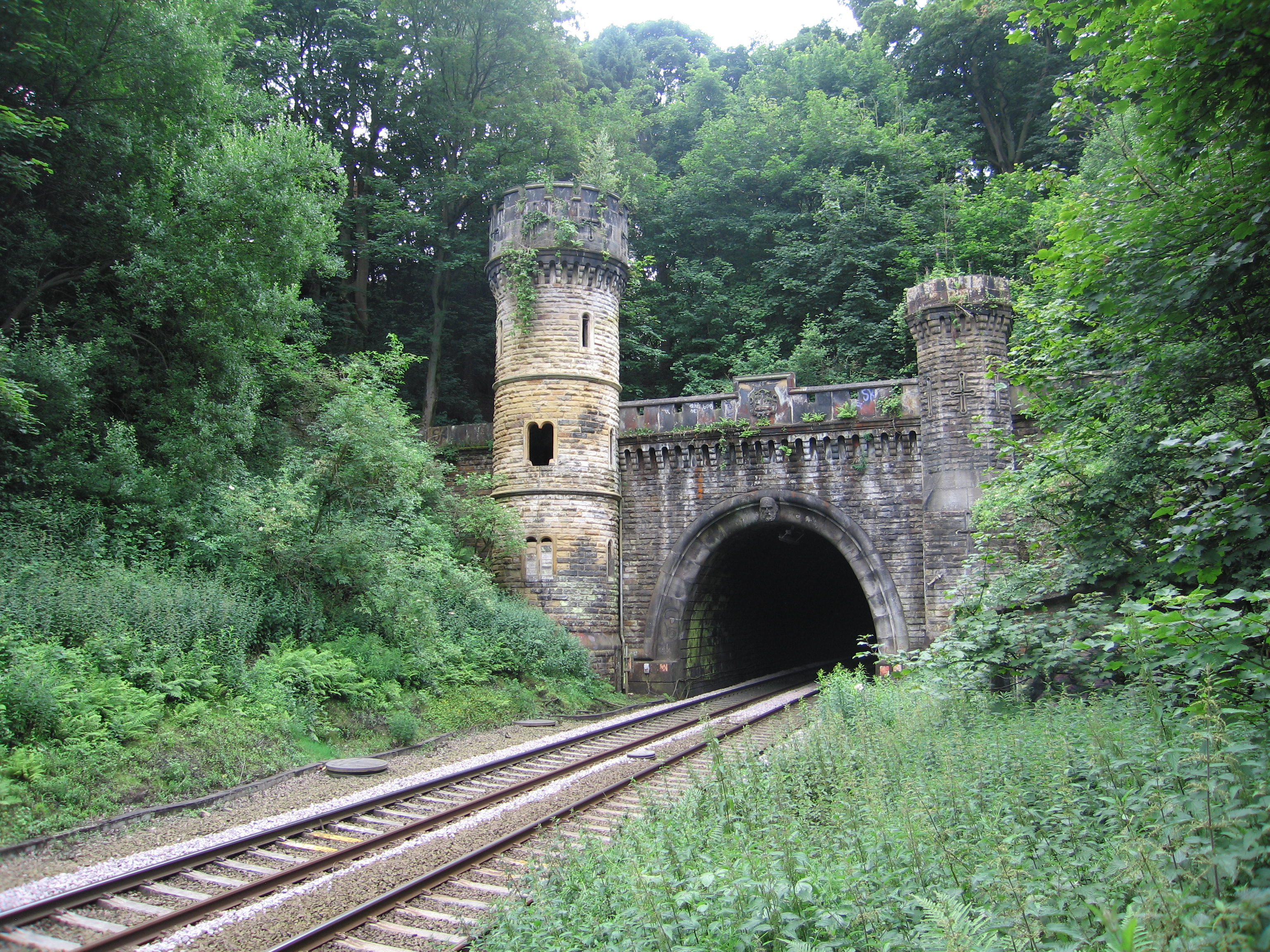
Nordportal des Bramhope Tunnels, etwa 2 km vor dem Arthington Viaduct

Die Leeds and Thirsk Railway baute 1845–1849 eine Eisenbahnstrecke von Leeds Richtung Nordosten über Harrogate nach Thirsk, die bis 1852 nach Stockton-on-Tees verlängert wurde. Die größte Herausforderung war der Streckenverlauf über die östlichen Ausläufer der Pennines zwischen Leeds und Harrogate. Unter der Leitung des Chefingenieurs Thomas Grainger (1794–1852) entstanden unter anderem in Leeds das Kirkstall Road Viaduct, oberhalb von Horsforth der 3,4 Kilometer lange Bramhope Tunnel, auf den etwa zwei Kilometer weiter nördlich das Arthington Viaduct folgte, sowie etwa drei Kilometer vor Harrogate das kleinere Crimple Low Viaduct. Die Bauarbeiten am Arthington Viaduct über das Tal des River Wharfe starteten im Oktober 1845. Im April 1846 fand die feierliche Grundsteinlegung statt, an der etwa 10.000 Einwohner der umgebenden Ortschaften teilnahmen. Während des Baus des Tunnels und des Viaduktes waren bis zu 3000 Arbeiter angestellt, von denen 24 durch Unfälle ihr Leben verloren. Für das 460 Meter lange und bis zu 27 Meter hohe Viadukt wurden über 50.000 Tonnen Sandstein verbaut. Der letzte der 21 Bögen konnte im Juli 1848 geschlossen und das Viadukt im Dezember mit der Verlegung des letzten Abschlusssteines fertiggestellt werden. Die Strecke bis Thirsk wurde schließlich am 10. Juli 1849 eröffnet.

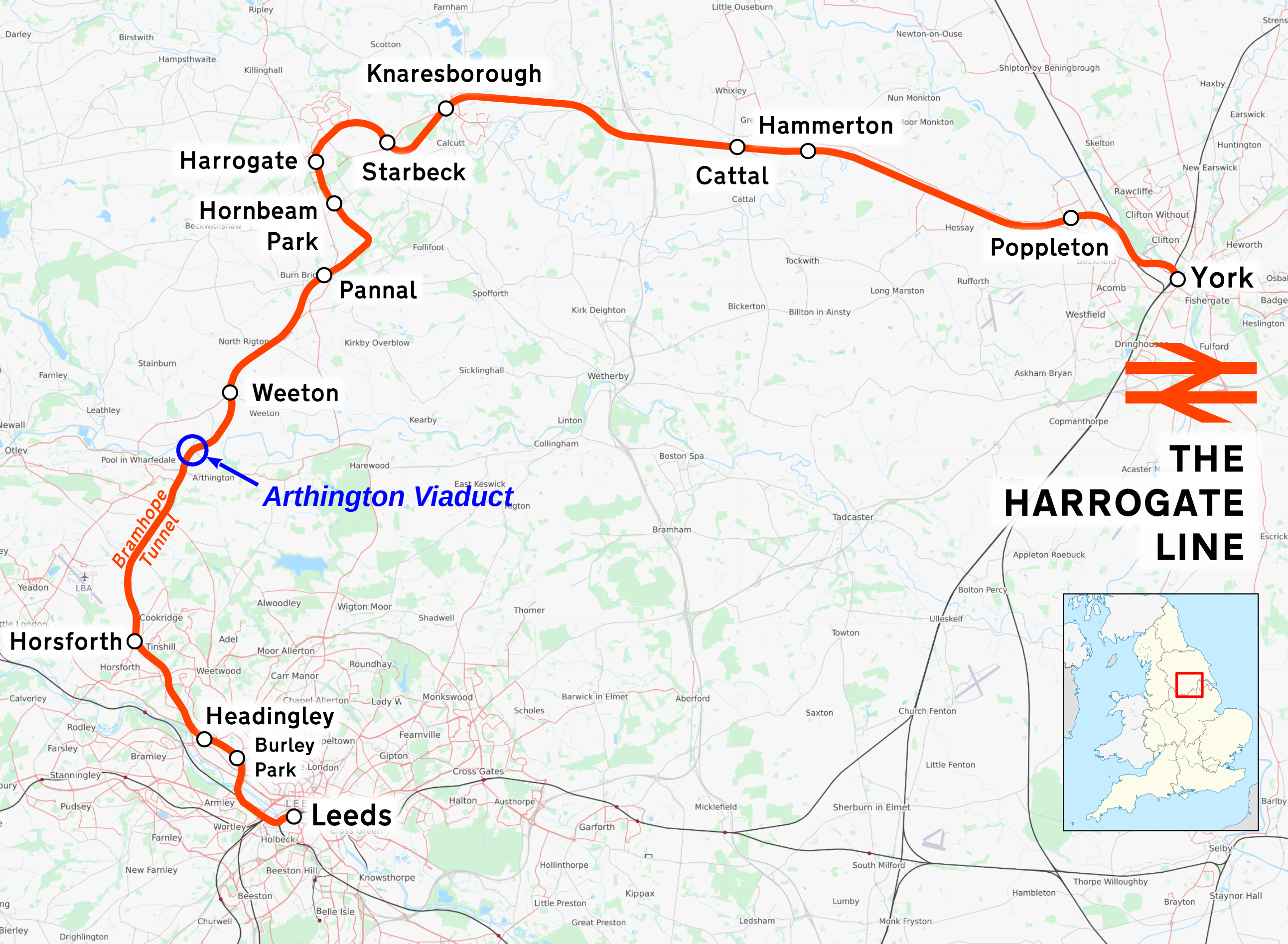
Lage des Arthington-Viadukts auf der Harrogate Line

Die Eisenbahngesellschaft benannte sich 1851 vor der Fertigstellung der Streckenverlängerung nach Stockton-on-Tees in Leeds Northern Railway um. Thomas Grainger baute auf der Strecke bis 1852 mit dem Yarm Viaduct ein weiteres großes Eisenbahnviadukt, das mit 690 Meter Länge deutlich größer war als seine vorherigen Bauwerke. Zwei Jahre später fusionierte die Leeds Northern Railway 1854 mit drei weiteren Gesellschaften zur North Eastern Railway. Im Zuge der Neuordnung des Eisenbahnwesens im Vereinigten Königreich ging die Gesellschaft 1923 in der London and North Eastern Railway auf, die 1948 Teil der staatlichen Eisenbahngesellschaft British Railways wurde, die wiederum bis zur Privatisierung in den 1990er Jahren bestand. Die ehemalige Strecke der Leeds Northern Railway existiert heute nur noch bis Harrogate und das Arthington Viaduct ist Teil der Harrogate Line zwischen Leeds und York, auf der Regionalzüge von Northern Trains und Fernverkehrszüge der London North Eastern Railway (LNER) verkehren.
Im Jahr 1988 wurde das Viadukt als Bauwerk von nationaler Bedeutung in die amtlichen Denkmallisten des Vereinigten Königreichs aufgenommen (Grade II, Nr. 1253368).

## Beschreibung

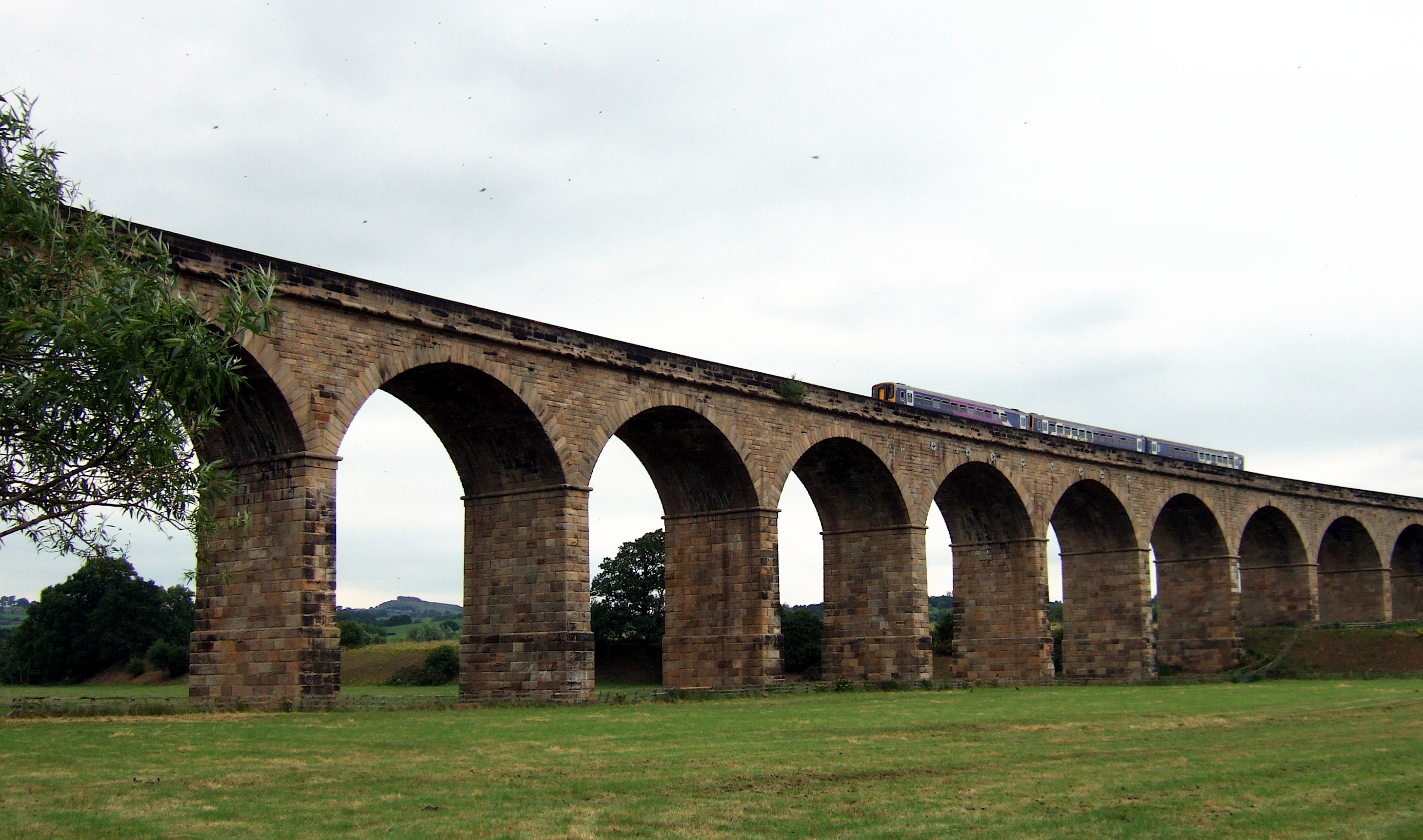
Ein Regionalzug auf dem Arthington-Viadukt, 2009

Der Streckenverlauf über das ausgedehnte das Tal des River Wharfe hinter dem Bramhope Tunnel beschreibt eine S-Kurve, wobei über das Arthington-Viadukt die erste Krümmung nach Nordosten und die zweite Krümmung über einen der aufgeschütteten Bahndämme der Zufahrten zum Viadukt verläuft. Das 460 Meter lange Viadukt besteht aus 21 Segmentbögen mit Spannweiten von 18 Metern und Pfeilhöhen von 6,4 Meter. Über dem Fluss erreicht das 9,1 Meter breite Bauwerk eine Höhe von bis zu 27 Meter, wobei hier drei Bögen den Flusslauf überspannen und deren vier Pfeiler im unteren Bereich zum Schutz vor Eisgang zusätzlich verstärkt sind. Die Pfeiler sind aus außen leicht rustizierten Sandsteinblöcken aufgebaut und haben am Übergang zu den Bögen ein vorspringendes vollständig umlaufendes abgerundetes Gurtgesims. Das gleiche Architekturelement wurde am Übergang der geschlossenen Spandrillen zu den beidseitig über das gesamte Viadukt verlaufenden Brüstungen gewählt.